# Wander Borges
Wander José Goddard Borges, ou Wander Borges (Sabará, 16 de março de 1959), é um contador, administrador de empresas e político brasileiro. Atualmente exerce o cargo de Prefeito em Sabará (MG), eleito pelo Partido Socialista Brasileiro.
Wander já foi deputado estadual (2007-2017) em Minas Gerais.